# Unione Sportiva Foggia 1979-1980
Questa pagina raccoglie le informazioni riguardanti l'Unione Sportiva Foggia nelle competizioni ufficiali della stagione 1979-1980.

## Rosa
| N. |                   | Ruolo | Calciatore           |
| -- | ----------------- | ----- | -------------------- |
| -  | Italia (bandiera) | P     | Mirko Benevelli      |
| -  | Italia (bandiera) | A     | Stanislao Bozzi      |
| -  | Italia (bandiera) | A     | Giuseppe Brunazzi    |
| -  | Italia (bandiera) | C     | Carmine Caravella    |
| -  | Italia (bandiera) | C     | Angelo Conca         |
| -  | Italia (bandiera) | P     | Rosario D'Alessandro |
| -  | Italia (bandiera) | A     | Fabio Enzo           |
| -  | Italia (bandiera) | D     | Franco Fasoli        |
| -  | Italia (bandiera) | C     | Moreno Grilli        |
| -  | Italia (bandiera) | A     | Elio Gustinetti      |

| N. |                   | Ruolo | Calciatore              |
| -- | ----------------- | ----- | ----------------------- |
| -  | Italia (bandiera) | C     | Giuseppe Lorenzetti     |
| -  | Italia (bandiera) | C     | Giancarlo Morsia        |
| -  | Italia (bandiera) | D     | Venerio Pari            |
| -  | Italia (bandiera) | D     | Vito Petruzzelli        |
| -  | Italia (bandiera) | C     | Rinaldo Piraccini       |
| -  | Italia (bandiera) | D     | Giovanni Pirazzini      |
| -  | Italia (bandiera) | D     | Luigi Russo             |
| -  | Italia (bandiera) | C     | Arcangelo Sciannimanico |
| -  | Italia (bandiera) | A     | Costante Tivelli        |
| -  | Italia (bandiera) | D     | Renato Tugliach         |

## Risultati

### Campionato

#### Girone di andata
| 30 settembre 1979 1ª giornata | Turris | 0 – 1 | Foggia |  |

| 7 ottobre 1979 2ª giornata | Foggia | 1 – 1 | Rende |  |

| 14 ottobre 1979 3ª giornata | Nocerina | 1 – 1 | Foggia |  |

| 21 ottobre 1979 4ª giornata | Foggia | 3 – 1 | Anconitana |  |

| 28 ottobre 1979 5ª giornata | Siracusa | 3 – 2 | Foggia |  |

| 4 novembre 1979 6ª giornata | Foggia | 1 – 0 | Salernitana |  |

| 11 novembre 1979 7ª giornata | Foggia | 0 – 0 | Campobasso |  |

| 18 novembre 1979 8ª giornata | Arezzo | 1 – 1 | Foggia |  |

| 25 novembre 1979 9ª giornata | Foggia | 0 – 1 | Chieti |  |

| 2 dicembre 1979 10ª giornata | Montevarchi | 0 – 0 | Foggia |  |

| 9 dicembre 1979 11ª giornata | Foggia | 1 – 0 | Reggina |  |

| 16 dicembre 1979 12ª giornata | Catania | 0 – 0 | Foggia |  |

| 23 dicembre 1979 13ª giornata | Empoli | 0 – 0 | Foggia |  |

| 6 gennaio 1980 14ª giornata | Foggia | 1 – 0 | Teramo |  |

| 13 gennaio 1980 15ª giornata | Livorno | 1 – 0 | Foggia |  |

| 20 gennaio 1980 16ª giornata | Foggia | 2 – 2 | Cavese |  |

| 27 gennaio 1980 17ª giornata | Benevento | 1 – 1 | Foggia |  |

#### Girone di ritorno
| 3 febbraio 1980 18ª giornata | Foggia | 1 – 0 | Turris |  |

| 10 febbraio 1980 19ª giornata | Rende | 1 – 1 | Foggia |  |

| 17 febbraio 1980 20ª giornata | Foggia | 1 – 0 | Nocerina |  |

| 24 febbraio 1980 21ª giornata | Anconitana | 0 – 0 | Foggia |  |

| 2 marzo 1980 22ª giornata | Foggia | 4 – 0 | Siracusa |  |

| 9 marzo 1980 23ª giornata | Salernitana | 1 – 0 | Foggia |  |

| 16 marzo 1980 24ª giornata | Campobasso | 1 – 0 | Foggia |  |

| 23 marzo 1980 25ª giornata | Foggia | 1 – 0 | Arezzo |  |

| 30 marzo 1980 26ª giornata | Chieti | 2 – 2 | Foggia |  |

| 13 aprile 1980 27ª giornata | Foggia | 2 – 1 | Montevarchi |  |

| 20 aprile 1980 28ª giornata | Reggina | 1 – 0 | Foggia |  |

| 27 aprile 1980 29ª giornata | Foggia | 2 – 0 | Catania |  |

| 11 maggio 1980 30ª giornata | Foggia | 2 – 0 | Empoli |  |

| 18 maggio 1980 31ª giornata | Teramo | 1 – 1 | Foggia |  |

| 25 maggio 1980 32ª giornata | Foggia | 2 – 0 | Livorno |  |

| 1º giugno 1980 33ª giornata | Cavese | 0 – 0 | Foggia |  |

| 8 giugno 1980 34ª giornata | Foggia | 2 – 0 | Benevento |  |